# Coucou épervier
Hierococcyx sparverioides
Espèce
Synonymes
- Cuculus sparverioides

Statut de conservation UICN

 LC  : Préoccupation mineure
Le Coucou épervier (Hierococcyx sparverioides) est une espèce de coucou, oiseau de la famille des Cuculidae. C'est une espèce monotypique (non subdivisée en sous-espèces).

## Répartition
Son aire de répartition s'étend sur Taïwan, la Chine, le Pakistan, le Népal, le Bhoutan, l'Inde, le Bangladesh, la Birmanie, le Laos, le Viêt Nam, le Cambodge, la Thaïlande, la Malaisie, Singapour, les Philippines et l'Indonésie.